# Qahrābād
Qahrābād (persiska: قهر آباد, Qahrābād-e Soleymān, قَهرابادِ سُلِيمان) är en ort i Iran.   Den ligger i provinsen Kurdistan, i den nordvästra delen av landet, 400 km väster om huvudstaden Teheran. Qahrābād ligger 1 738 meter över havet och antalet invånare är 425.
Terrängen runt Qahrābād är kuperad.Runt Qahrābād är det ganska glesbefolkat, med 50 invånare per kvadratkilometer. Närmaste större samhälle är Jonīyān, 13,6 km norr om Qahrābād. Trakten runt Qahrābād består i huvudsak av gräsmarker.